# La tribù del pallone - Alla conquista della coppa
(Erik)
La tribù del pallone - Alla conquista della coppa (Die Wilden Kerle 4 - Der Angriff der Silberlichten) è un film del 2007 diretto da Joachim Masannek, autore in prima persona dei libri dai quali è stato tratto e quarto adattamento cinematografico di questi ultimi.
In Germania il film è uscito nel 2007, mentre in Italia è andato in onda su Sky Cinema 1 il 28 luglio 2009.

## Trama
Un anno dopo gli eventi narrati nel terzo episodio, la tribù deve affrontare i Lupi, una squadra molto forte, per vincere la coppa di calcio freestyle; tuttavia questi ultimi nascondono un grande segreto, ovvero la nebbia che si forma attorno alla loro fortezza, Ragnarök, e dove si nasconde una ragazza misteriosa di nome Horizon, con la sua squadra, i Silverlite, che tempo fa Erik, il capo dei Lupi, ha affrontato con suo fratello Jaromir.
Quando la partita tra le due squadre sta per iniziare, Horizon si presenta per assistere. Marlon si innamora immediatamente di lei e anche Leo ne rimane profondamente infatuato, ma successivamente si scoprirà che in realtà lui prova solo ammirazione per la ragazza perché è l'avversaria più forte che abbia mai incontrato.
Dopo aver vinto la coppa del torneo, i due fratelli decidono di andare da lei per sconfiggere i Silverlite, ma Erik li avverte che se perderanno contro di loro la punizione sarà indelebile come quella toccata a lui: un tatuaggio sul petto a forma di croce, insieme alle parole "perdente" e "traditore".
Nel frattempo Maxi rivela a Vanessa di essere innamorato di lei, ma la ragazza, pur provando un profondo affetto per lui, capisce di essere ancora troppo legata a Leo per ricambiare realmente i sentimenti dell'amico.
Quando Horizon rivela agli Scatenati che solo Leo è l'unico degno della sua attenzione, Marlon si arrabbia aspramente con il fratello, riversando su di lui tutto il rimorso che ha covato dentro per anni, derivato dal fatto che Leo era sempre stato preferito a lui nonostante Marlon fosse il fratello maggiore. Marlon sceglie di vendicarsi unendosi ai Silverlite. Questi ultimi decidono di sfidare gli Scatenati a una partita di cross country, un ibrido tra calcio e motocross, dove vince la squadra che riesce a segnare il primo gol.
L'indomani, nel bel mezzo dello scontro finale contro i Silverlite, Marlon tuttavia decide di perdonare Leo, scegliendo l'amore al posto della vendetta, e con l'aiuto di Klette, membro dei Lupi, gli Scatenati sconfiggono i Silverlite e Horizon che si unirà a loro, ricambiando i sentimenti di Marlon.

## Film della saga
- La tribù del pallone - Sfida agli invincibili
- La tribù del pallone - Uno stadio per la tribù
- La tribù del pallone - Tutti per uno
- La tribù del pallone - Alla conquista della coppa
- La tribù del pallone - L'ultimo goal
- La tribù del pallone - La leggenda vive